# 廉政行動1996
《廉政行動1996》（英語：ICAC Investigators 1996）是香港電視廣播有限公司與香港廉政公署合作攝製的時裝單元劇集，全劇共5集，監製周輝。

## 演員表及各單元

### 單元一《飛越關卡》
改編自1993年名車走私案
- 狄　龍 飾 張天任  廉政公署首席調查主任
- 黃智賢 飾 歐陽俊 廉政公署高級調查主任
- 陳法蓉 飾 黃若菁 廉政公署調查主任
- 馬德鐘 飾 龍子英 廉政公署高級調查主任
- 徐錦江 飾 劉大鵬 走私集團首腦
- 李國麟 飾 王文卓 海關督察
- 莫家堯 飾 張成東 海關關員
- 戴少民 飾 吳炳南 海關關員
- 何英偉 飾 何偉占 廉政公署高級調查主任
- 張松枝 飾 張光正 廉署調查員
- 陳展鵬 飾 陳展文
- 張漢斌 飾 周漢斌
- 林佩君 飾 林淑君
- 沈寶思 飾 沈寶智
- 張崇德 飾 梁國威 廉署調查員
- 黃振寧 飾 廉署調查員
- 孫恩明 飾 廉署調查員
- 盧慶輝 飾 廉署調查員
- 盧卓南 飾 廉署調查員
- 劉永晉 飾 廉署調查員
- 曾慧雲 飾 王文卓妻
- 華忠男 飾 盲　炳
- 黃文標 飾 阿　標
- 許實賢 飾 大雞六
- 李耀敬 飾 陳勝雄 重案組督察
- 張鴻昌 飾 何仕標
- 李海生 飾 孫老大
- 王偉樑 飾 阿　蛇
- 郭耀明 飾 郭法立 廉署調查員
- 卓　凡 飾 刑事偵查員
- 戴耀明 飾 刑事偵查員
- 張俊平 飾 刑事偵查員
- 何掌君 飾 刑事偵查員
- 凌禮文 飾 海關監督
- 談泉慶 飾 海關副監督
- 黃煒林 飾 海關督察
- 王啟德 飾 海關關員
- 鄭瑞曉 飾 海關關員
- 王大偉 飾 海關關員
- 盧　剛 飾 海關關員
- 鄴城俊 飾 海關關員
- 陳向瑩 飾 海關關員
- 黃建峰 飾 海關關員
- 湯俊明 飾 海關關員
- 沈星銘 飾 海關關員
- 蔣　克 飾 海關關員
- 石　 飾 司　機
- 陸婉芬 飾 卡拉 OK 女郎
- 李慧澕 飾 卡拉 OK 女郎

### 單元二《另類遊戲》
改編自1990年影視及娛樂事務管理處人員受賄案

- 狄　龍 飾 張天任 廉政公署首席調查主任
- 陳法蓉 飾 黃若菁 (Kathy) 廉政公署調查主任
- 郭藹明 飾 余詠嫻 (Ada)
- 吳啟華 飾 伍普照 (Henry, 利物普)
- 李兆基 飾 詹　雄
- 艾　威 飾 駱文耀
- 羅君左 飾 趙炳源
- 楊子韜 飾 程天鵬, 則師
- 馬德鐘 飾 龍子英 廉政公署高級調查主任
- 張崇德 飾 梁國威
- 郭耀明 飾 郭法立
- 陳展鵬 飾 陳展文
- 李志偉 飾 廉署調查員
- 孫恩明 飾 廉署調查員
- 盧慶輝 飾 廉署調查員
- 盧卓南 飾 廉署調查員
- 劉永晉 飾 廉署調查員
- 張漢斌 飾 廉署調查員
- 鍾潔怡 飾 廉署調查員
- 溫文英 飾 詹手下
- 朱樂輝 飾 詹手下
- 劉桂芳 飾 影視處副處長

### 單元三《証物》
改編自1993年警員侯永森收受毒犯朱錦濤利益偷竊毒品證物案
- 狄　龍 飾 張天任 廉政公署首席調查主任
- 林國斌 飾 汪 Sir 新界北總區警署重案組總督察
- 梁健平 飾 黎 Sir 西九龍總區深水埗警署總督察
- 古明華 飾 戴二牛/趙偉圖 (影射朱錦濤) 毒犯
- 黃小龍 飾 秦炳新 (影射侯永森) 深水埗警署警員
- 馬德鐘 飾 龍子英 廉政公署高級調查主任
- 何英偉 飾 何偉占 廉政公署高級調查主任
- 鄭栢麟 飾 周漢文
- 陳中堅 飾 警　司
- 李衛民 飾 CID
- 韋家雄 飾 譚志強 深水埗警署警員
- 虞天偉 飾 鬼仔曾
- 何美好 飾 牛　妻
- 黃成想 飾 律　師
- 鄧兆尊 飾 牛手下
- 溫文英 飾 牛手下
- 陳寶靈 飾 陳玉梅
- 黃清榕 飾 記者甲
- 伍慧珊 飾 記者乙
- 孫季卿 飾 公寓管房
- 陳勉良 飾 毒　販
- 溫雙燕 飾 譚志強母親
- 蓋世寶 飾 譚志強女友
- 郭耀明 飾 郭法立 廉署調查員
- 劉永晉 飾 廉署調查員
- 孫恩明 飾 廉署調查員
- 雷穎怡 飾 廉署調查員
- 鍾潔怡 飾 廉署調查員
- 盧卓南 飾 廉署調查員
- 張漢斌 飾 廉署調查員
- 盧慶輝 飾 廉署調查員
- 戴耀明 飾 CID
- 張俊華 飾 CID
- 王維德 飾 CID
- 何掌君 飾 CID
- 鄭瑞曉 飾 CID
- 梁照豪 飾 CID
- 蔣　克 飾 CID
- 黃煒林 飾 CID
- 劉永健 飾 CID
- 沈星銘 飾 CID
- 王大偉 飾 CID
- 陳曉雲 飾 證物室 女警

### 單元四《青雲夢醒》
改編自前立法局議員梁錦濠行賄買票案
- 狄　龍 飾 張天任 廉政公署首席調查主任
- 馬德鐘 飾 龍子英 廉政公署高級調查主任
- 廖啟智 飾 洪國津 (影射梁錦濠)
- 談佩珊 飾 洪　妻
- 曾燕婷 飾 洪珊珊
- 劉錦玲 飾 陳曉彤 廉政公署調查主任
- 何英偉 飾 何偉占 廉政公署高級調查主任
- 凌　漢 飾 黎翰章, 校長及洪國津競選助理
- 王　偉 飾 馬　爺 (影射劉皇發)
- 黃　新 飾 蕭南秋
- 李子奇 飾 侯子傑
- 黃天鐸 飾 高裕忠
- 方　傑 飾 白漢清 (影射林偉強)
- 李智鋭 飾 周明山 (影射周奕希)
- 鄧煜榮 飾 胡燦輝 (影射周鎮榮)
- 何壁堅 飾 李榮公
- 雷穎怡 飾 廉署調查員
- 李志偉 飾 廉署調查員
- 黃振寧 飾 廉署調查員
- 孫恩明 飾 廉署調查員
- 盧慶輝 飾 廉署調查員
- 張漢斌 飾 廉署調查員
- 劉永晉 飾 廉署調查員
- 廖麗麗 飾 校　長
- 何美好 飾 音樂老師
- 王維德 飾 阿　祖
- 張俊華 飾 阿　和
- 曾健明 飾 政府官員
- 黎秀英 飾 街　坊
- 曹　濟 飾 街　坊
- 區　嶽 飾 村　長
- 鄧汝超 飾 議員助手
- 溫雙燕 飾 親　戚
- 馮瑞珍 飾 親　戚
- 石　 飾 親　戚
- 唐葳娜 飾 親　戚

### 單元五《網中鷹》
改編自1989年新西蘭籍副刑事檢控專員胡禮達(Charles Warwick Reid)受賄案，行動代號為「耶路撒冷」
- 任達華 飾 杜永發 廉政公署總調查主任（角色沿用1985年《廉政先鋒》第二輯名稱）
- 黃錦燊 飾 周展鵬 廉政公署執行處助理處長（角色沿用1981年《廉政先鋒》第一輯名稱，當時稱為Bob周）
- 張國強 飾 顧　立（Vincent，影射胡禮達）
- 馬德鐘 飾 龍子英 廉政公署高級調查主任
- 何英偉 飾 何偉占 廉政公署高級調查主任
- 江　漢 飾 魏志剛（影射蘇志光）
- 譚一清 飾 李家才（影射黎家騊）
- 張崇德 飾 梁國威
- 林佩君 飾 林淑君
- 郭耀明 飾 郭法立
- 張松枝 飾 張光正
- 沈寶思 飾 沈寶智
- 張漢斌 飾 周漢斌
- 駿　雄 飾 阿　威
- 鄧煜榮 飾 莫　榮
- 孫恩明 飾 廉署調查員
- 盧慶輝 飾 廉署調查員
- 李志偉 飾 廉署調查員
- 劉永晉 飾 廉署調查員
- 盧卓南 飾 廉署調查員
- 雷穎怡 飾 廉署調查員
- 劉超凡 飾 Ronald
- 計祥龍 飾 阿　麥